# エリオット・カストナー
エリオット・カストナー（Elliott Kastner、1930年1月7日 - 2010年6月30日）は、アメリカ合衆国の映画プロデューサー。

## 来歴
ニューヨーク出身。ユダヤ系アメリカ人。マイアミ大学とコロンビア大学に学ぶ。1965年に映画プロデューサーデビュー。アメリカとイギリス映画界で、主に小説を原作とする映画作品のプロデュースを多く行った。
2010年6月30日、ガンのためロンドンで死去、80歳。

## 主なプロデュース作品
- 帰郷 Bus Riley's Back in Town (1965)
- 動く標的 Harper (1966)
- カレードマン/大胆不敵 Kaleidoscope (1966)
- 無責任恋愛作戦 The Bobo (1967)
- 追いつめて殺せ! Sol Madrid (1968)
- 今宵かぎりの恋 Sweet November (1968)
- 荒鷲の要塞 Where Eagles Dare (1968)
- 私は誘拐されたい The Night of the Following Day (1968) ※
- 悪魔のような恋人 Laughter in the Dark (1969)
- マロニエの別れ道 The Walking Stick (1970) ※
- 八点鐘が鳴るとき When Eight Bells Toll (1971)
- ロンドン大捜査線 Villain (1971) ※
- 妖精たちの森 The Nightcomers (1971) ※
- 風に向って走れ Cry for Me, Billy (1972)
- 爆走! Fear Is the Key (1972) ※
- ある愛のすべて Zee and Co. (1972) ※
- ロング・グッドバイ The Long Goodbye (1973)
- ジェレミー Jeremy (1973)
- 警官ギャング Cops and Robbers (1973)
- 新・おしゃれ泥棒 11 Harrowhouse (1974)
- 荒野にさすらう若者たち Rancho Deluxe (1975)
- さらば愛しき女よ Farewell, My Lovely (1975) ※
- バンクーバー暗殺計画 Russian Roulette (1975) ※
- 軍用列車 Breakheart Pass (1975) ※
- ミズーリ・ブレイク The Missouri Breaks (1976)
- カリブの嵐 Swashbuckler (1976) ※
- エクウス Equus (1977)
- 大いなる眠り The Big Sleep (1978)
- 告白の罠 Absolution (1978)
- 北海ハイジャック North Sea Hijack (1979)
- ゴールデンガール Goldengirl (1979)
- スペース・サタン Saturn 3 (1980) ※ クレジットなし
- 第一の大罪 The First Deadly Sin (1980) ※
- デスバレー Death Valley (1982)
- 愛の7日間 Man, Woman and Child (1983)
- オックスフォード・ブルース Oxford Blues (1984)
- ガルボトーク/ 夢のつづきは夢… Garbo Talks (1984)
- ノーマッズ Nomads (1986)
- ビッグ・ヒート Heat (1986)
- エンゼル・ハート Angel Heart (1987)
- ホワイト・アイズ/隠れた狂気 White of the Eye (1987)
- ゾンビ・スクール1990 Zombie High (1987)
- 浮気なシナリオ A Chorus of Disapproval (1988)
- ブロブ/宇宙からの不明物体 The Blob (1988)
- 殺しのナイフ/ジャック・ザ・リッパー Jack's Back (1988)
- ホームボーイ Homeboy (1988)
- ハートにびんびん火をつけて Never on Tuesday (1989)
- ワイルド・ガンズ Frank & Jesse (1994)
- スウィート・ノベンバー Sweet November (2001)

※は製作総指揮。